# Baja: Edge of Control
Baja: Edge of Control è un videogioco di guida off road sviluppato dallo studio statunitense 2XL Games e pubblicato da THQ per PlayStation 3 e Xbox 360. Il gioco trae il nome dalla corsa fuoristrada della Baja 1000 che si tiene ogni anno in Baja California, nel Messico: è inoltre incentrato totalmente su tale competizione. Baja: Edge of Control è ambientato su oltre un centinaio di percorsi diversi, inclusi tre diverse tratte della Baja 250, due della Baja 500, uno dedicato alla Baja 1000 e dispone di 9 ambientazioni open world. Il gioco è stato pubblicato il 22 settembre 2008 in Nord America e il 26 settembre 2008 in Europa.

## Modalità di gioco
Il gioco è concepito come un simulatore di corse fuoristrada arcade, molto simile a Colin McRae: DiRT ed è basato sulle corse endurance che si tengono nel deserto di Chihuahua. Le opzioni multiplayer permettono la presenza di altri giocatori tramite Xbox Live, PlayStation Network, System Link e schermo diviso fino a 4 persone.

## Tracciati e circuiti
Nonostante sia possibile esplorare o gareggiare in 9 diverse ambientazioni, alcune di esse non sono mai state interessate dalla Baja 1000. È possibile percorrere più di un centinaio di tracciati tra circuiti chiusi e rally a bordo di oltre 160 veicoli originali. Di seguito sono riportate le località disponibili nel videogioco:
- Messico - Cabo San Lucas
- Stati Uniti - Canyon de Chelly
- Stati Uniti - Canyon Lake
- Costa Rica - Isola del Cocco
- Stati Uniti - Lago Powell
- Stati Uniti - Mogollon Rim
- Stati Uniti - Nevada
- Stati Uniti - Painted Desert
- Bolivia - Uyuni Salt Flats

## Accoglienza
| Testata                            | Versione  | Giudizio |
| ---------------------------------- | --------- | -------- |
| Metacritic (media al 11-10-2020)   | PS3       | 61/100   |
| Metacritic (media al 11-10-2020)   | X360      | 65/100   |
| GameRankings (media al 09-12-2019) | PS3       | 62.88%   |
| GameRankings (media al 09-12-2019) | X360      | 67.83%   |
| 1UP.com                            | PS3, X360 | B+       |
| Eurogamer                          | X360      | 6/10     |
| GameSpot                           | X360      | 7.5/10   |
| GameSpy                            | X360      | [ 11 ]   |
| IGN                                | PS3, X360 | 6.9/10   |

Il gioco ha ricevuto valutazioni medie dalla maggior parte dei revisori tra il 6 e il 7 su 10. È stato giudicato come miglior gioco di corse del 2008 da GameSpot.

## Rimasterizzazione
Il 1º marzo 2017, THQ Nordic ha annunciato che Baja: Edge of Control sarebbe stato rimasterizzato come Baja: Edge of Control HD per PlayStation 4, Xbox One e Microsoft Windows con compatibilità 4K e tecniche di rendering volte a migliorare le ombre, la luminosità e gli effetti grafici relativi alla sabbia e al fango. Il gioco è stato pubblicato in tutto il mondo a settembre 2017.